# Parametru
Un parametru este o variabilă, care ajută la definirea unui anumit sistem (matematic). Termenul are diferite interpretări în diferite domenii, cum ar fi în matematică, logică, lingvistică și alte discipline. În matematică, un parametru este o mărime variabilă care intervine în ecuația unei familii de curbe sau suprafețe și a cărei variație permite obținerea tuturor curbelor sau suprafețelor din familie. În fizică sau tehnică, un parametru este o mărime proprie unui anumit obiect care intervine în caracterizarea anumitor proprietăți ale acestuia (de exemplu, parametrii unui circuit electric, parametrii aburului produs de un cazan de abur).